# Justine Henin
Justine Henin (phát âm tiếng Pháp: [ʒystin ɛnɛ̃]; sinh ngày 1 tháng 6 năm 1982) là cựu vận động viên quần vợt người Bỉ. Cô đã có tổng cộng 117 tuần xếp hạng số 1 thế giới và kết thúc năm ở vị trí số 1 vào các năm 2003, 2006 và 2007. Henin đến từ một quốc gia có ít thành công trong môn quần vợt, nhưng với tài năng của mình cô đã giúp Bỉ trở thành một thế lực hàng đầu trong làng quần vợt nữ cùng với người đồng hương Kim Clijsters và đưa đất nước đến với ngôi vô địch Fed Cup đầu tiên vào năm 2001. Cô được biết đến với phong cách chơi di chuyển toàn mặt sân và là một trong số ít các tay vợt nữ sử dụng cú trái một tay.
Henin đã giành được 7 danh hiệu Grand Slam đơn: 4 Pháp mở rộng, 2 Mỹ mở rộng và 1 Úc mở rộng. Cô nổi tiếng có một tinh thần thi đấu bền bỉ và có cú trái tay bằng một tay mà John McEnroe từng nhận xét đó là cú trái tay hay và đẹp nhất hơn bất cứ tay vợt nam nữ nào trên thế giới từng đánh.
Ngày 26 tháng 1 năm 2011, cô thông báo buộc phải giải nghệ một lần nữa vì chấn thương khuỷu tay. Trong tháng 6 năm 2011, cô được vinh danh là một trong 30 huyền thoại quần vợt nữ bởi Time.

## Tuổi thơ
Cô bé Justine lớn lên ở ngôi làng nhỏ Rochefort, trong một ngôi nhà gần câu lạc bộ tennis Rochefort. Lần đầu Juju đặt chân lên một sân quân vợt là vào năm năm tuổi. Rất nhanh cô đã tỏ ra có năng khiếu đặc biệt và có một chương trình rèn luyện riêng.
Ngay từ nhỏ, Justine Henin đã rèn luyện được ý chí chiến đấu kiên cường để đạt được cái đích mà mình đặt ra. Ngay từ thuở đầu khi mới bắt đầu cầm vợt, cô đã có ước mơ trở thành một nhà vô địch và phấn đấu hết sức để đạt được điều đó. Nhận được sự ủng hộ của cả gia đình, mỗi mùa hè, người ta đều thấy mẹ của cô, một giáo viên dạy tiếng Pháp và lịch sử, chở cô sang Paris để xem giải Pháp Mở rộng cho đến khi bà qua đời bởi bệnh ung thư dạ dày khi cô mới 12 tuổi.

## Cuộc sống gia đình
Ngày 16 tháng 11 năm 2002, cô cưới Pierre-Yves Hardenne, một huấn luyện viên quần vợt tại Château de Lavaux-Sainte-Anne. Từ đó, tên thi đấu của cô được đổi thành Justine Henin-Hardenne vì luật Bỉ không yêu cầu phụ nữ đổi họ theo chồng. Người ta thường nói tới đám cưới này như một điều tích cực đến sự nghiệp của cô vì sau đám cưới, cô có một năm thi đấu rất thành công khi liên tiếp giành được 3 chức vô địch Grand Slam cũng như huy chương vàng tại Thế vận hội Athena 2004.
Đầu tháng 1 năm 2007, nhiều hãng tin loan báo cô đã trở lại với tên cũ "Justine Henin" sau khi li dị chồng. Trên trang chủ của mình, Justine Henin đã khẳng định điều này.

## Sự nghiệp quần vợt

### Thành tích khi thi đấu ở các lứa tuổi trẻ
Năm 14 tuổi, cô gặp Carlos Rodriguez, huấn luyện viên người Argentina gắn bó với sự nghiệp của cô cho đến nay. Cùng với ông, cô đã nhanh chóng khẳng định được tài năng của mình bằng việc đoạt được một số giải thưởng quần vợt quan trọng nhất dành cho các tay vợt trẻ như vô địch giải Orange Bowl lứa tuổi U-14 năm 1996, cùng năm đó cô cũng giành chức vị trí quán quân giải vô địch châu Âu U-14 được tổ chức tại San Remo. Sang năm 1997, Henin chiến thắng tại Roland Garros dành cho các tay vợt thiếu niên ở nội dung đơn nữ.
Sau đó, trong khi các tay vợt cùng trang lứa tiếp tục rèn luyện bằng việc thi đấu thêm vài năm nữa ở các giải đấu dành cho thiếu niên. Cô và Rodriguez lại quyết định lập tức tham gia tranh đấu ở các giải thuộc hệ thống ITF (Các giải dành cho vận động viên chuyên nghiệp nhưng kém các giải thuộc hệ thống WTA Tour). Từ đó cho đến khi chính thức bắt đầu sự nghiệp vận động viên quần vợt chuyên nghiệp của mình vào năm 1999, Juju đã giành được 6 chức vô địch ITF đơn và 1 chức vô địch ở nội dung đánh đôi. Chức vô địch ITF thứ 7 cô giành được vào năm 2000 khi tham gia giải ở thành phố nơi cô sinh ra: Liege.

### 1999
Justine Henin tham gia giải đấu chuyên nghiệp thuộc hệ thống WTA Tour đầu tiên của mình tại Antwerpen, Bỉ vào tháng năm 1999 khi nhận được một xuất vé mời (Wild card) của ban tổ chức giải. Ngay lập tức, cô đã lọt vào trận chung kết trước khi đánh bại tay vợt người Pháp Sarah Pitkowski-Malcor để giành chức vô địch. Nhờ vậy Justine trở thành tay vợt thứ năm trong lịch sử giành chức vô địch một giải thuộc hệ thống WTA Tour ngay tại lần đầu tiên tham dự. Với thành tích này, cô có bước nhảy vọt trong bảng xếp hạng, từ vị trí thứ 178 trước khi tham dự giải, cô xếp thứ 106 sau chiến thắng tại Antwerpen.
Trong năm này, cô cũng lần đầu tiên khoác áo đội tuyển Bỉ thi đấu tại Fed Cup và giúp cho đội lọt vào bán kết của giải. Đồng thời Henin lần đầu tiên tham gia thi đấu tại một giải Grand Slam khi vượt qua vòng loại giải Pháp mở rộng và bốn tháng sau lọt thẳng vào vòng đấu chính của Mỹ Mở rộng.

### 2000
Năm 2000 là một năm kém may mắn đối với Henin. Juju bị chấn thương ở nửa đầu mùa giải khiến cô phải nghỉ thi đấu trong vòng hơn 4 tháng. Thành tích ấn tượng nhất của năm có lẽ là việc cô lọt vào vòng 4 của giải Mỹ mở rộng, sau khi đánh bại tay vợt hạt giống số 14, Anna Kournilova. Thành tích này cho phép cô lần đầu tiên lọt vào "Top 50" trong bảng xếp hạng của Hiệp hội quần vợt nữ.

### 2001
Justine Henin khởi đầu năm 2001 không thể nào ấn tượng hơn được. Cô dành liền hai chức vô địch tại hai giải đầu tiên mà mình tham gia là Gold Coast và Canberra. Nhưng nếu đem so sánh với những thành tích cô đạt được ở phần còn lại của năm thi hai chiến thắng này chưa thấm vào đâu. Đặc biệt là vào mùa hè 2001 khi cô liên tiếp lọt vào bán kết giải được xếp hạng Tier I, Berlin Open. Rồi bán kết giải Pháp mở rộng, vô địch giải 'S-Hertogenbosch và lọt vào trận chung kết Wimbledon. Những thành tích ấn tượng trên cho phép cô lọt vào "Top 10" WTA cũng như tham dự giải WTA Championships lần đầu tiên trong sự nghiệp.
Cô cũng là thành viên của đội tuyển Bỉ giành danh hiệu vô địch Cúp Fed năm 2001, danh hiệu đầu tiên trong lịch sử của đất nước nhỏ bé này.

### 2002
Năm thi đấu tương đối thành công của Justine Henin tuy cô không giành được danh hiệu nào nổi bật nào ngoài chiến thắng tại giải Tier I Berlin (chức vô địch một giải Tier I đầu tiên của cô). Việc thi đấu khá ổn định và thường xuyên lọt xâu vào các vòng đấu trong khiến Juju vững vàng trong top 10 và kết thúc năm 2002 ở vị trí thứ 5 trong bảng xếp hạng thế giới.

### 2003
Năm 2003 là năm Justine, bây giờ là bà Henin-Hardenne, khẳng định rằng mình có thể cạnh tranh danh hiệu số một thế giới. Có lẽ cô nhận thức được điều này khi lần đầu tiên trong sự nghiệp cô đánh bại Lindsay Davenport trong một trận đấu nghẹt thở kéo dài 3h13p, ở vòng 4 Úc Mở rộng, kết thúc với tỉ số 7–5, 5–7, 9–7. Tiếp nối thắng lợi đó, cô đã giành được những kết quả vô cùng ấn tượng để giành danh hiệu số một thế giới lần đầu tiên vào ngày 20 tháng 10 sau khi chiến thắng tại Zürich. Tổng kết toàn bộ năm 2003, cô đã chiến thắng tổng cộng 75 trận, chịu thua 11 lần. Lọt vào ít nhất là trận bán kết ở 18 giải trong tổng số 19 giải tham gia thi đấu. Juju giành được 8 danh hiệu vô địch trong đó có hai chức vô địch Grand Slam đầu tiên của cô sau chiến thắng tại các giải Pháp Mở rộng và Mỹ Mở rộng. Cô nhận được 3.667.430 $ tiền thưởng và ở tại ngôi vị số một thế giới vào tuần cuối cùng của năm.

### 2004
Henin khởi đầu năm 2004 cũng ấn tượng như năm 2003, thậm chí còn ấn tượng hơn, khi cô vô địch giải Úc Mở rộng và ba giải nhỏ nữa để trở thành tay vợt đạt được mức tiền thưởng 1 triệu U$ trong năm nhanh nhất trong lịch sử. Sau đó, một loạt vấn đề về sức khỏe khiến cô phải nghỉ thi đấu trong phần lớn thời gian còn lại của năm. Nhưng trong thời gian có thể thi đấu được, cô cũng kịp giành được một chiến thắng vô cùng ý nghĩa trong sự nghiệp khi dành huy chương vàng tại một kỳ Thế vận hội tại Athena 2004.

### 2005
Vận xui lại tiếp tục bám đuổi cô vào đầu năm 2005, trong một buổi tập chuẩn bị cho mùa giải mới, cô bị chấn thương đầu gối và phải nghỉ thi đấu ba tháng. Phải đến cuối tháng 3 Justine mới trở lại sân đấu tại Miami. Ngay lập tức, cô đã nhanh chóng dần lấy lại được phong độ cũ khi chỉ chịu thua Maria Sharapova ở trận tứ kết. Nhưng mùa giải trên sân đất nện của cô mới thực sự nổi bật, cô giành liên tiếp ba danh hiệu vô địch ở Charleston, Warszawa và Berlin trước khi đến Paris dự giải Pháp mở rộng. Năm nay, tại Roland Garros, dù rơi vào phần bảng rất khó tập trung đa số các chuyên gia sân đất nện nhưng tại giải Pháp mở rộng năm 2005 dường như không ai đủ sức chặn cô giành danh hiệu Grand Slam thứ tư của mình. Kết quả thắng Mary Pierce hai set cùng với tỉ số 6-1 là dẫn chứng hùng hồn nhất vì điều đó. Henin trở thành tay vợt thứ 4 trong lịch sử bất bại trên mặt sân đất nện kể cỏ khi tham dự giải Pháp mở rộng trong cùng một mùa giải. Mệt mỏi sau nhiều tháng thi đấu liên tục và gặp phải một chấn thương nhỏ, cô quyết định tới Wimbledon mà không có một trận đấu chuẩn bị nào trên mặt sân cỏ. Cô thua ngay tại vòng 1 và trở thành ĐKVĐ Roland Garros đầu tiên thua tại vòng một Wimbledon. Nửa sau của mùa giải kém may mắn hơn đối với Justine khi cô liên tiếp gặp phải những vấn đề nhỏ về sức khỏe, cô quyết định kết thúc mùa giải sớm vào tháng 10 và không tham dự WTA Championships dù đã đoạt đủ điểm để góp mặt.

### 2006
Từ rất lầu rồi Justine Henin mới có được một mùa giải thi đấu gần trọn vẹn như năm 2006. Cô đã không phụ lòng người hâm mộ khi giành lại được vị trí số một thế giới từ tay Amelie Mauresmo. Cô cũng trở thành một trong những tay vợt hiếm hoi lọt vào cả bốn trận chung kết Grand Slam trong cùng một năm. Cũng như trận chung kết giải WTA Championships mà cuối cùng cô giành chức vô địch. Thất bại đáng tiếc nhất của cô có lẽ là không giúp được đội Bỉ giành chức vô địch Fed Cup khi thua Italia ở trận chung kết. Nhìn lại cả năm, cô giành được 6 chức vô địch trong đó có một chức vô địch Grand Slam (Pháp mở rộng), cô cũng lần đầu vô địch giải WTA Championships, kiếm được 4.204.810 U$ tiền thưởng và thắng 60/68 trận đấu đã tham gia trong cả năm.

### 2007
Năm 2007, Justine Henin rút lui khỏi giải đấu đầu năm ở Sydney và sau đó là Úc mở rộng vì lý do gia đình. Tháng 2 cô trở lại, thi đấu rất thành công tại Doha Open và Dubai Open. Henin đã giành cả hai chức vô địch, đây cũng là năm thứ 4 cô chiến thắng tại Dubai, đánh bại Amelie Mauresmo của Pháp trong trận chung kết.
Vào tháng 3, Justine Henin lọt vào đến trận chung kết giải Miami, Mỹ, để thua tay vợt nước chủ nhà Serena Williams. Đây cũng là thành tích cao nhất của cô ở giải đấu này. Tiếp tục chuỗi thành công của mình, Henin giành chức vô địch tại Warsaw Open, giải đấu trên sân đất nện chuẩn bị cho French Open. Tiếp đến tại Berlin mở rộng, cô thi đấu cũng khá thành công, chỉ chịu gác vợt trước tay vợt Svetlana Kuznetsova 6-4 7-5 6-4 tại bán kết. Đây mới chỉ là thất bại thứ hai của Henin trong 16 lần 2 tay vợt này gặp nhau.
Henin khẳng định phong độ ấn tượng của mình khi vô địch giải Pháp mở rộng lần thứ ba liên tiếp, đồng thời vượt ngưỡng 15 triệu $ tiền thưởng trong toàn sự nghiệp thi đấu của mình. Đây cũng là lần thứ hai liên tiếp Henin không thua set nào tại Paris.
Sau tháng 5 thắng lợi tại Paris, cô sang Luân Đôn để bước vào cuộc chinh phục chức vô địch Grand Slam cuối cùng còn thiếu trong bảng thành tích của mình, Wimbledon. Sự chuẩn bị của cô khá tốt khi Henin giành chức vô địch tại Eastbourne cũng như lọt khá dễ dàng vào vòng tứ kết Wimbledon. Tại vòng đấu này, Justine có trận thử lửa đầu tiên, gặp Serena Williams, cô đã giành thắng lợi sau một trận đấu mà người hâm mộ đánh giá sẽ còn được nhắc lại trong nhiều năm nữa. Ở bán kết, đối thủ của cô là Marion Bartoli, một bất ngờ của giải, lần này, cô là người chịu thất bại sau khi để tay vợt trẻ người Pháp lội ngược dòng, lật ngược tình thế ở nửa cuối trận đấu.
Đấy cũng là thất bại cuối cùng của Henin trong năm 2007, lập lại thành tích của Steffi Graf năm 1989, với chuỗi 25 trận bất bại, vô địch cả năm giải đấu cuối cùng trong năm mà cô tham dự, trong đó có 1 chức vô địch Grand Slam, 1 chức vô địch WTA Championship và hai chức vô địch các giải Tier 1.
Tại giải Mỹ mở rộng, Henin giành được chức vô địch lần thứ hai khi hạ tay vợt Svetlana Kuznetsova (cựu vô địch giải này năm 2004) 6-1, 6-3 ở chung kết và không thua một set nào trong cả giải. Henin là người thứ hai hạ được cả hai chị em nhà Williams (Serena ở tứ kết và Venus ở bán kết) trong một giải Grand Slam (sau Martina Hingis năm 2001 tại giải Úc mở rộng).
Henin kết thúc năm ở ngôi vị số 1 thế giới sau khi lần thứ hai liên tiếp đăng quang tại giải WTA Championship sau khi vượt tay vợt người Nga Maria Sharapova trong trận chung kết kéo dài 3 giờ 24 phút (5-7,7-5,6-3) và là danh hiệu thứ 10 trong năm của cô. Henin trở thành tay vợt nữ đầu tiên giành được hơn 5 triệu đô la tiền thưởng trong năm, vượt qua kỉ lục cũ của người đồng hương Kim Clijster năm 2003 (gần 4,5 triệu).
2007 là một năm thành công của Henin, với 10 danh hiệu cá nhân (trong đó có 2 Grand Slam và WTA Championship), số tiền thưởng kỉ lục và vững vàng ở ngôi vị số 1 thế giới.

### Giải nghệ
Ngày 14 tháng 5 năm 2008 Henin tuyên bố giải nghệ và yêu cầu Hiệp hội quần vợt nữ rút tên cô ra khỏi bảng xếp hạng quốc tế. Đây là một điều ngạc nhiên vì cô đang đứng vị trí số 1 trên thế giới và ứng cử viên sáng giá cho chức vô địch giải Pháp Mở Rộng năm 2008, giải đấu mà cô đã 3 lần vô địch.

### Tuyên bố trở lại
Ngày 23 tháng 9 năm 2009, Henin tuyên bố sẽ trở lại tranh giải sau 16 tháng giải nghệ.

### Giải nghệ lần 2
Ngày 26 tháng 1 năm 2011, Henin tuyên bố giải nghệ dứt khoát do chấn thương khuỷu tay của cô từ giải Wimbledon trước đã trở nên trầm trọng hơn.

## Giải thưởng
2003
- Vận động viên thể thao Bỉ của năm.
- Vô địch thế giới ITF.

2004
- Tay vợt WTA của năm (cho năm 2003).
- Vận động viên thể thao Bỉ của năm.

## Chung kết Grand Slam đơn nữ đã tham dự

### Vô địch (7)
| Năm  | Giải đấu         | Đối thủ ở trận chung kết | Kết quả       |
| 2003 | Pháp mở rộng     | Kim Clijsters            | 6-0, 6-4      |
| 2003 | Mỹ mở rộng       | Kim Clijsters            | 7-5, 6-1      |
| 2004 | Australian Open  | Kim Clijsters            | 6-3, 4-6, 6-3 |
| 2005 | Pháp mở rộng (2) | Mary Pierce              | 6-1, 6-1      |
| 2006 | Pháp mở rộng (3) | Svetlana Kuznetsova      | 6-4, 6-4      |
| 2007 | Pháp mở rộng (4) | Ana Ivanovic             | 6-1, 6-2      |
| 2007 | Mỹ mở rộng (2)   | Svetlana Kuznetsova      | 6-1, 6-3      |

### Thua ở trận chung kết (4)
| Năm  | Giải đấu      | Đối thủ ở trận chung kết | Kết quả          |
| 2001 | Wimbledon     | Venus Williams           | 6-1, 3-6, 6-0    |
| 2006 | Úc Mở rộng    | Amélie Mauresmo          | 6-1, 2-0 bỏ cuộc |
| 2006 | Wimbledon (2) | Amélie Mauresmo          | 2-6, 6-3, 6-4    |
| 2006 | Mỹ Mở rộng    | Maria Sharapova          | 6-4, 6-4         |
| 2010 | Úc Mở rộng    | Serena Williams          | 6-4 3-6 6-2      |

## Chung kết giải WTA Tour Championships đơn nữ đã tham dự

### Vô địch (2)
| Năm  | Thành phố đăng cai | Đối thủ ở trận chung kết | Kết quả       |
| 2006 | Madrid             | Amelie Mauresmo          | 6-4, 6-3      |
| 2007 | Madrid (2)         | Maria Sharapova          | 5-7, 7-5, 6-3 |

## Chung kết các giải WTA Tour đã tham dự

### Vô địch (43)
| Winner — Legend (pre/post 2009)               |
| --------------------------------------------- |
| Grand Slam tournaments (7–5)                  |
| WTA Tour Championships (2–0)                  |
| Olympic Gold (1–0)                            |
| Tier I / Premier Mandatory & Premier 5 (10–4) |
| Tier II / Premier (18–5)                      |
| Tier III, IV & V / International (5–4)        |

| Số danh hiệu trên mặt sân |
| Cứng (25)                 |
| Cỏ (4)                    |
| Đất nện (13)              |
| Thảm (1)                  |

| Kết quả   | STT | Ngày                      | Giải đấu                                          | Mặt sân    | Đối thủ              | Tỷ số                   |
| --------- | --- | ------------------------- | ------------------------------------------------- | ---------- | -------------------- | ----------------------- |
| Winner    | 1.  | ngày 10 tháng 5 năm 1999  | Belgian Open, Antwerp, Belgium                    | Clay       | Sarah Pitkowski      | 6–1, 6–2                |
| Winner    | 2.  | ngày 1 tháng 1 năm 2001   | Brisbane International, Gold Coast, Australia     | Hard       | Silvia Farina Elia   | 7–6(7–5), 6–4           |
| Winner    | 3.  | ngày 8 tháng 1 năm 2001   | Canberra International, Canberra, Australia       | Hard       | Sandrine Testud      | 6–2, 6–2                |
| Winner    | 4.  | ngày 18 tháng 6 năm 2001  | Ordina Open, 's-Hertogenbosch, Netherlands        | Grass      | Kim Clijsters        | 6–4, 3–6, 6–3           |
| Runner-up | 1.  | ngày 8 tháng 7 năm 2001   | Wimbledon Championships, London, United Kingdom   | Grass      | Venus Williams       | 1–6, 6–3, 0–6           |
| Runner-up | 2.  | ngày 16 tháng 9 năm 2001  | Big Island Championships, Waikoloa, Hawaii        | Hard       | Sandrine Testud      | 3–6, 0–2 retired        |
| Runner-up | 3.  | ngày 16 tháng 9 năm 2001  | Porsche Tennis Grand Prix, Filderstadt, Germany   | Hard (i)   | Lindsay Davenport    | 5–7, 4–6                |
| Runner-up | 4.  | ngày 5 tháng 1 năm 2002   | Brisbane International, Gold Coast, Australia     | Hard       | Venus Williams       | 5–7, 2–6                |
| Runner-up | 5.  | ngày 17 tháng 2 năm 2002  | Belgian Open, Antwerp, Belgium                    | Carpet (i) | Venus Williams       | 3–6, 7–5, 3–6           |
| Runner-up | 6.  | ngày 14 tháng 4 năm 2002  | Bausch & Lomb Championships, Amelia Island, USA   | Clay       | Venus Williams       | 6–2, 5–7, 6–7(5–7)      |
| Winner    | 5.  | ngày 6 tháng 5 năm 2002   | WTA German Open, Berlin, Germany                  | Clay       | Serena Williams      | 6–2, 1–6, 7–6(7–5)      |
| Runner-up | 7.  | ngày 19 tháng 5 năm 2002  | Italian Open, Rome, Italy                         | Clay       | Serena Williams      | 6–7(6–8), 4–6           |
| Winner    | 6.  | ngày 21 tháng 10 năm 2002 | Generali Ladies Linz, Linz, Austria               | Carpet (i) | Alexandra Stevenson  | 6–3, 6–0                |
| Winner    | 7.  | ngày 17 tháng 2 năm 2003  | Dubai Tennis Championships, Dubai, UAE            | Hard       | Monica Seles         | 4–6, 7–6(7–4), 7–5      |
| Winner    | 8.  | ngày 7 tháng 4 năm 2003   | Family Circle Cup, Charleston, USA                | Clay       | Serena Williams      | 6–3, 6–4                |
| Winner    | 9.  | ngày 5 tháng 5 năm 2003   | WTA German Open, Berlin, Germany (2)              | Clay       | Kim Clijsters        | 6–4, 4–6, 7–5           |
| Winner    | 10. | ngày 26 tháng 5 năm 2003  | French Open, Paris, France                        | Clay       | Kim Clijsters        | 6–0, 6–4                |
| Runner-up | 8.  | ngày 21 tháng 6 năm 2003  | Ordina Open, 's-Hertogenbosch, Netherlands        | Grass      | Kim Clijsters        | 7–6(7–4), 0–3 ret.      |
| Winner    | 11. | ngày 28 tháng 7 năm 2003  | Southern California Open, San Diego, USA          | Hard       | Kim Clijsters        | 3–6, 6–2, 6–3           |
| Winner    | 12. | ngày 11 tháng 8 năm 2003  | Canada Masters, Toronto, Canada                   | Hard       | Lina Krasnoroutskaya | 6–1, 6–0                |
| Winner    | 13. | ngày 25 tháng 8 năm 2003  | US Open, New York, United States                  | Hard       | Kim Clijsters        | 7–5, 6–1                |
| Runner-up | 9.  | ngày 28 tháng 9 năm 2003  | Sparkassen Cup, Leipzig, Germany                  | Carpet (i) | Anastasia Myskina    | 6–3, 3–6, 3–6           |
| Runner-up | 10. | ngày 6 tháng 10 năm 2003  | Porsche Tennis Grand Prix, Filderstadt, Germany   | Hard (i)   | Kim Clijsters        | 7–5, 4–6, 2–6           |
| Winner    | 14. | ngày 13 tháng 10 năm 2003 | Zürich Open, Zürich, Switzerland                  | Hard (i)   | Jelena Dokić         | 6–0, 6–4                |
| Winner    | 15. | ngày 12 tháng 1 năm 2004  | Sydney International, Sydney, Australia           | Hard       | Amélie Mauresmo      | 6–4, 6–4                |
| Winner    | 16. | ngày 19 tháng 1 năm 2004  | Australian Open, Melbourne, Australia             | Hard       | Kim Clijsters        | 6–3, 4–6, 6–3           |
| Winner    | 17. | ngày 23 tháng 2 năm 2004  | Dubai Tennis Championships, Dubai, UAE (2)        | Hard       | Svetlana Kuznetsova  | 6–3, 7–6(7–3)           |
| Winner    | 18. | ngày 8 tháng 3 năm 2004   | Pacific Life Open, Indian Wells, USA              | Hard       | Lindsay Davenport    | 6–1, 6–4                |
| Winner    | 19. | ngày 16 tháng 8 năm 2004  | Summer Olympic, Athens, Greece                    | Hard       | Amélie Mauresmo      | 6–3, 6–3                |
| Winner    | 20. | ngày 17 tháng 4 năm 2005  | Family Circle Cup, Charleston, USA                | Clay       | Elena Dementieva     | 7–5, 6–4                |
| Winner    | 21. | ngày 1 tháng 5 năm 2005   | J&S Cup, Warsaw, Poland                           | Clay       | Svetlana Kuznetsova  | 3–6, 6–2, 7–5           |
| Winner    | 22. | ngày 8 tháng 5 năm 2005   | WTA German Open, Berlin, Germany (3)              | Clay       | Nadia Petrova        | 6–3, 4–6, 6–3           |
| Winner    | 23. | ngày 4 tháng 6 năm 2005   | French Open, Paris, France (2)                    | Clay       | Mary Pierce          | 6–1, 6–1                |
| Runner-up | 11. | ngày 21 tháng 8 năm 2005  | Canada Masters, Toronto, Canada                   | Hard       | Kim Clijsters        | 5–7, 1–6                |
| Winner    | 24. | ngày 13 tháng 1 năm 2006  | Sydney International, Sydney, Australia (2)       | Hard       | Francesca Schiavone  | 4–6, 7–5, 7–5           |
| Runner-up | 12. | ngày 29 tháng 1 năm 2006  | Australian Open, Melbourne, Australia             | Hard       | Amélie Mauresmo      | 1–6, 0–2 retired        |
| Winner    | 25. | ngày 25 tháng 2 năm 2006  | Dubai Tennis Championships, Dubai, UAE (3)        | Hard       | Maria Sharapova      | 7–5, 6–2                |
| Runner-up | 13. | ngày 14 tháng 5 năm 2006  | WTA German Open, Berlin, Germany                  | Clay       | Nadia Petrova        | 6–4, 4–6, 5–7           |
| Winner    | 26. | ngày 10 tháng 6 năm 2006  | French Open, Paris, France (3)                    | Clay       | Svetlana Kuznetsova  | 6–4, 6–4                |
| Winner    | 27. | ngày 24 tháng 6 năm 2006  | International Women's Open, Eastbourne, UK        | Grass      | Anastasia Myskina    | 4–6, 6–1, 7–6(7–5)      |
| Runner-up | 14. | ngày 9 tháng 7 năm 2006   | Wimbledon Championships, London, United Kingdom   | Grass      | Amélie Mauresmo      | 6–2, 3–6, 4–6           |
| Winner    | 28. | ngày 26 tháng 8 năm 2006  | Pilot Pen Tennis, New Haven, USA                  | Hard       | Lindsay Davenport    | 6–0, 1–0 retired        |
| Runner-up | 15. | ngày 10 tháng 9 năm 2006  | US Open, New York, United States                  | Hard       | Maria Sharapova      | 4–6, 4–6                |
| Winner    | 29. | ngày 12 tháng 11 năm 2006 | WTA Tour Championships, Madrid, Spain             | Hard (i)   | Amélie Mauresmo      | 6–4, 6–3                |
| Winner    | 30. | ngày 24 tháng 2 năm 2007  | Dubai Tennis Championships, Dubai, UAE (4)        | Hard       | Amélie Mauresmo      | 6–4, 7–5                |
| Winner    | 31. | ngày 3 tháng 3 năm 2007   | Qatar Ladies Open, Doha, Qatar                    | Hard       | Svetlana Kuznetsova  | 6–4, 6–2                |
| Runner-up | 16. | ngày 1 tháng 4 năm 2007   | Sony Ericsson Open, Miami, USA                    | Hard       | Serena Williams      | 6–0, 5–7, 3–6           |
| Winner    | 32. | ngày 7 tháng 5 năm 2007   | J&S Cup, Warsaw, Poland (2)                       | Clay       | Alona Bondarenko     | 6–1, 6–3                |
| Winner    | 33. | ngày 9 tháng 6 năm 2007   | French Open, Paris, France (4)                    | Clay       | Ana Ivanovic         | 6–1, 6–2                |
| Winner    | 34. | ngày 23 tháng 6 năm 2007  | International Women's Open, Eastbourne, UK (2)    | Grass      | Amélie Mauresmo      | 7–5, 6–7(4–7), 7–6(7–2) |
| Winner    | 35. | ngày 19 tháng 8 năm 2007  | Rogers Cup, Toronto, Canada (2)                   | Hard       | Jelena Janković      | 7–6(7–3), 7–5           |
| Winner    | 36. | ngày 8 tháng 9 năm 2007   | US Open, New York, United States (2)              | Hard       | Svetlana Kuznetsova  | 6–1, 6–3                |
| Winner    | 37. | ngày 7 tháng 10 năm 2007  | Porsche Tennis Grand Prix, Stuttgart, Germany (3) | Hard (i)   | Tatiana Golovin      | 2–6, 6–2, 6–1           |
| Winner    | 38. | ngày 21 tháng 10 năm 2007 | Zürich Open, Zürich Switzerland (2)               | Hard (i)   | Tatiana Golovin      | 6–4, 6–4                |
| Winner    | 39. | ngày 11 tháng 11 năm 2007 | WTA Tour Championships, Madrid, Spain (2)         | Hard (i)   | Maria Sharapova      | 5–7, 7–5, 6–3           |
| Winner    | 40. | ngày 11 tháng 1 năm 2008  | Sydney International, Sydney, Australia (3)       | Hard       | Svetlana Kuznetsova  | 4–6, 6–2, 6–4           |
| Winner    | 41. | ngày 17 tháng 2 năm 2008  | Belgian Open, Antwerp, Belgium                    | Hard (i)   | Karin Knapp          | 6–3, 6–3                |
| Runner-up | 17. | ngày 9 tháng 1 năm 2010   | Brisbane International, Brisbane, Australia       | Hard       | Kim Clijsters        | 3–6, 6–4, 6–7(6–8)      |
| Runner-up | 18. | ngày 30 tháng 1 năm 2010  | Australian Open, Melbourne, Australia             | Hard       | Serena Williams      | 4–6, 6–3, 2–6           |
| Winner    | 42. | ngày 2 tháng 5 năm 2010   | Porsche Tennis Grand Prix, Stuttgart, Germany (2) | Clay (i)   | Samantha Stosur      | 6–4, 2–6, 6–1           |
| Winner    | 43. | ngày 19 tháng 6 năm 2010  | Ordina Open, 's-Hertogenbosch, Netherlands        | Grass      | Andrea Petkovic      | 3–6, 6–3, 6–4           |

## Các danh hiệu ITF

### Các chức vô địchITFnội dung đơn nữ
| Stt. | Ngày              | Giải                          | Mặt sân | Đối thủ ở trận chung kết | Kết quả          |
| 1.   | tháng 5, 1997     | Le Touquet ($ 10.000)         | Đất nện | Camilla Kremer           | 6-2, 6-3         |
| 2.   | tháng 10 năm 1997 | Koksijde ($ 10.000)           | Đất nện | Milagros Sequera         | 6-3, 7-6(4)      |
| 3.   | tháng 4, 1998     | Gelos ($ 10.000)              | Đất nện | Aurélie Vedy             | 6-0, 6-0         |
| 4.   | tháng 5, 1998     | Grenelefe, Florida ($ 25.000) | Cứng    | Jane Chi                 | 6-2, 6-3         |
| 5.   | tháng 11 năm 1998 | Ramat Ha-Sharon ($ 25.000)    | Cứng    | Patricia Wartusch        | 6-2, 6-4         |
| 6.   | tháng 3, 1999     | Reims ($ 25.000)              | Đất nện | Kim Clijsters            | 6-4, 6-4         |
| 7.   | tháng 3, 1999     | Liege ($ 50.000)              | Đất nện | Barbara Rittner          | 6-0, 3-1 bỏ cuộc |

### Các chức vô địchITFnội dung đôi nữ
| Stt. | Ngày              | Giải                       | Mặt sân | Đồng đội         | Đối thủ ở trận chung kết          | Kết quả  |
| 1.   | tháng 11 năm 1998 | Ramat Ha-Sharon ($ 25.000) | Cứng    | Kim Clijsters    | Olga Glouschenko Tatiana Poutchek | 6-2, 6-0 |
| 2.   | tháng 12 năm 2000 | Cergy Pontoise ($ 75.000)  | Cứng    | Virginie Razzano | Maja Matevzic Caroline Schneider  | 6-2, 6-4 |